# Pølseorme
Pølseorme (Priapulida) er en række af usegmenterede havorme. De lever i mudder, bortset fra nogle tropiske meiobentiske arter, der lever i mellem- til grovkornet sand, og findes i forholdsvis lavt vand til dybt vand og ikke varmere end 12-13°C. Nogle arter viser en bemærkelsesværdig tolerance over for svovlbrinte, iltmangel og lavt saltindhold. Halicryptus spinulosus ser ud til at foretrække brakvand i lavt vand. De kan være ret talrige i nogle områder. I en bugt i Alaska er der registreret op til 85 voksne individer af frynsehalet pølseorm pr. kvadratmeter, mens tætheden af dens larver kan være så høj som 58.000 pr. kvadratmeter.
Sammen med tungeorme (Echiura) og stjerneorme (Sipuncula) blev de engang placeret i taksonet Gephyrea, men konsistente morfologiske og molekylære resultater understøtter deres tilhørsforhold til Ecdysozoa, som også omfatter blandt andre leddyr og rundorme (nematoder). Fossile fund viser, at mundens opbygning hos den uddøde leddyrslægt Pambdelurion er den samme som hos pølseormenes, hvilket indikerer, at deres mund er et oprindeligt træk, der er nedarvet fra den sidste fælles stamfar til både pølseorme og leddyr, selvom moderne leddyr ikke længere har det. Blandt Ecdysozoa er deres nærmeste slægtninge mudderdrager (Kinorhyncha) og korsetdyr (Loricifera), som de sammen med udgør den taksonomiske gruppe Scalidophora, der er opkaldt efter de pigge (scalider), der dækker deres forkroppe. De lever af langsomt bevægelige hvirvelløse dyr, såsom havbørsteorme.
Nogle analyser tyder på, at pølseorme kan repræsentere en basal afstamning inden for Ecdysozoa, hvilket fører til deres klassificering som "levende fossiler". Pølseormslignende fossiler er kendt mindst tilbage til mellemkambrisk tid. De var sandsynligvis store rovdyr i den kambriske periode. Imidlertid kan nutidens pølseorme ikke genkendes før karbon. Der kendes 22 nulevende arter af pølseorme, hvoraf halvdelen er af meiobentisk størrelse.

## Navngivning
Gruppens danske navn er pølseorme. Det videnskabelige latinske navn, Priapulida, er opkaldt efter den græske frugtbarhedsgud Priapos. På engelsk kaldes de "penis worms", og i dansk popularlitteratur bruges også ofte den danske oversættelse heraf, penisorme. Disse navne skyldes at deres form kan ligne en menneskelig penis.

## Anatomi
Pølseoreme er cylindriske, ormelignende dyr, med en længde fra 2-3 mm til 39 centimeter og en centralt placeret mund forrest på forkroppen. De udviser både radial og bilateral symmetri. Gonaderne, protonefridierne og den ventrale nervestreng er bilaterale, mens den introverte nerve, svælget og hjernen udviser radial symmetri og synes at være et sekundært træk. Larverne udviser også interne og eksterne karakteristika af radial symmetri. Den voksne krop er opdelt i en bagkrop og en noget opsvulmet forkrop prydet med langsgående kamme. Derudover er den ringformet og har ofte cirkler af pigge, som fortsætter ind i det let fremstående svælg. Familien Priapulidae har arter med en hale eller et par halevedhæng. En slank hale eller haletråd findes også i familien Tubiluchidae. Vedhæng mangler i de resterende familier. Kroppen har en kutikula af kitin, der fældes, når dyret vokser. Medlemmer af familien Chaetostephanidae udskiller også et geléagtigt rør, åbent i begge ender, som de lever i.
Fordøjelseskanalen er lige og består af et svælg som kan vendes udad, en tarm og en kort endetarm. Svælget er muskuløst og dækket med tænder. Tre af de fem nulevende familier har gennemgået en betydelig miniaturisering og er blevet detritivorer (Tubiluchidae og Meiopriapulidae) og filterfødere (Chaetostephanidae). De to resterende familier, Priapulidae og Halicryptidae er større kødædere, der lever af andre dyr, selvom nogle arter også spiser detritus som larver. Tændernes form afspejler disse forskellige livsstile og synes primært at være tilpasset til at gribe bytte eller rive detritus op fra sedimentet og ind i munden.
Nervesystemet består af en nervering omkring svælget og en fremtrædende streng, der løber langs hele kroppen, med ganglier og longitudinelle og tværgående neuritter, der stemmer overens med en ortogonal organisation. Nervesystemet har en basiepidermal konfiguration med forbindelse til ektodermen og danner en del af kropsvæggen. Der er ingen specialiserede sanseorganer, men der er sensoriske nerveender i kroppen, især på forkroppen.
Pølseorme er særkønnede og har to separate køn (dvs. han og hun). Deres hanlige og hunlige organer er tæt forbundet med de udskillende protonefridier. De består af et par forgrenede totter, der hver åbner sig udad på den ene side af anus. Spidserne af disse totter omslutter en flammecelle ligesom dem, der findes hos fladorme og andre dyr, og disse fungerer sandsynligvis som udskillelsesorganer. Efterhånden som dyrene modnes, opstår der divertikler på disse organers rør, som udvikler enten sædceller eller æg. Disse kønsceller passerer ud gennem kanalerne. Det perigenitale område af slægten Tubiluchus udviser seksuel dimorfi.

## Klassifikation
Der er 22 kendte nulevende arter:
Række Priapulida Théel 1906
- Orden Halicryptomorpha Salvini-Plawen 1974 [Adrianov & Malakhov 1995; Salvini-Plawen 1974; Eupriapulida Lemburg, 1999]
  - Familie Halicryptidae Salvini-Plawen 1974
    - Slægt Halicryptus
      - Art H. higginsi (Shirley & Storch, 1999)
      - Art H. spinulosus (von Siebold, 1849)
- Orden Priapulomorpha Adrianov & Malakhov 1995 (tildelt sin egen orden af [37])
  - Familie Priapulidae Gosse 1855 [Xiaoheiqingidae (sic) Hu 2002]
    - Slægt Acanthopriapulus
      - Art A. horridus (Théel, 1911)

    - Slægt Priapulopsis
      - Art P. australis (de Guerne, 1886)
      - Art P. bicaudatus (Danielssen, 1869)
      - Art P. cnidephorus (Salvini-Plawen, 1973)

    - Slægt Priapulus
      - Art P. abyssorum (Menzies, 1959)
      - Art P. caudatus (Lamarck, 1816)
      - Art P. tuberculatospinosus (Baird, 1868)

  - Familie Tubiluchidae van der Land 1970 [Meiopriapulidae Adrianov & Malakhov 1995]
    - Slægt Tubiluchus
      - Art T. arcticus (Adrianov, Malakhov, Tchesunov & Tzetlin, 1989)
      - Art T. australensis (van der Land, 1985)
      - Art T. corallicola (van der Land, 1968)
      - Art T. lemburgi (Schmidt-Rhaesa, Rothe & Martínez, 2013)
      - Art T. pardosi (Schmidt-Rhaesa, Panpeng & Yamasaki, 2017)
      - Art T. philippinensis (van der Land, 1985)
      - Art T. remanei (van der Land, 1982)
      - Art T. soyoae (Schmidt-Rhaesa, Panpeng & Yamasaki, 2017)
      - Art T. troglodytes (Todaro & Shirley, 2003)
      - Art T. vanuatensis (Adrianov & Malakhov, 1991)

  - Slægt Meiopriapulus
    - Art M. fijiensis (Morse, 1981)
- Orden Seticoronaria
  - Familie Chaetostephanidae Por & Bromley 1974 [Chaetostephanidae Salvini-Plawen 1974]
    - Slægt Maccabeus
      - Art M. cirratus (Malakhov, 1979)
      - Art M. tentaculatus (Por, 1973)

### Arter i danske farvande
I Danmark findes arterne frynsehalet pølseorm (Priapulus caudatus) og pigget pølseorm (Halicryptus spinulosus). De bliver henholdsvis 15 cm og 3 cm lange.